# Laser aléatoire
Un laser aléatoire est un type de laser utilisant un milieu actif hautement désordonné. Ce type de laser n'utilise pas de cavité optique.
On a observé un effet de laser aléatoire dans de nombreux milieux différents, comme des poudres de semi-conducteurs, des couches minces nanostructurées ou non-nanostructurées, des lasers à colorant et des céramiques.